# 纳博讷
纳博讷（法語：Narbonne，法語：[naʁbɔn] ⓘ），法国南部城市，奥克西塔尼大区奥德省的一个市镇，同时也是该省的一个副省会，下辖纳博讷区，其市镇面积为172.96平方公里，是该省面积最大的市镇；2022年1月1日时人口数量为56,692人，是该省人口最多的城市，在法国城市中排名第109位。
纳博讷位于奥德省东部，市区距离地中海海岸线约15公里。纳博讷历史悠久，罗马时期为纳博讷高卢行省的首府，多米蒂安大道由此通过，被称为“意大利以外的小罗马”，中世纪则长期为朗格多克的一个商业码头，现代则是一个区域性的中心城市和交通枢纽，法国两条铁路干线在此交汇。

## 地名来源

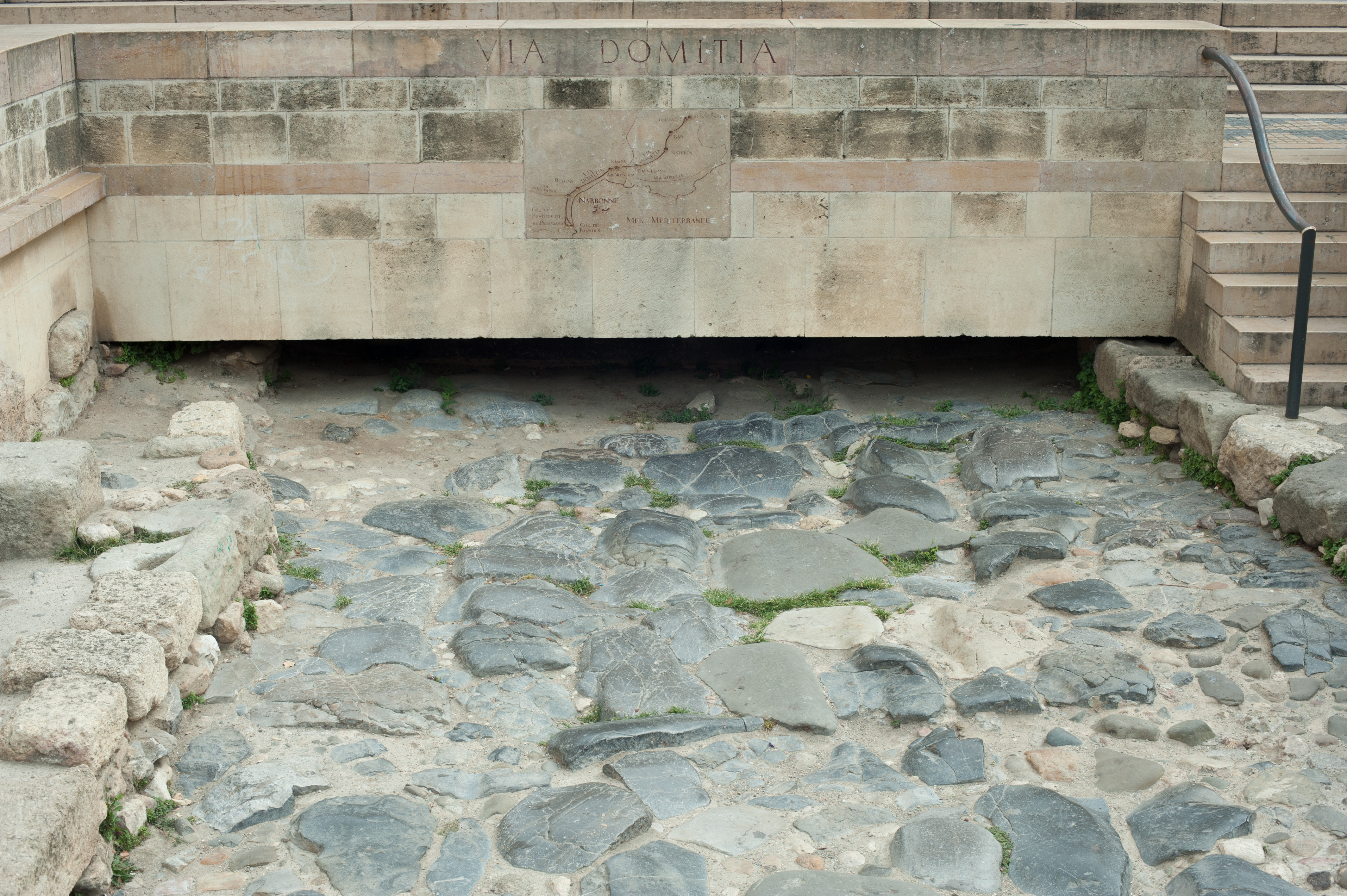
多米蒂安大道遗址

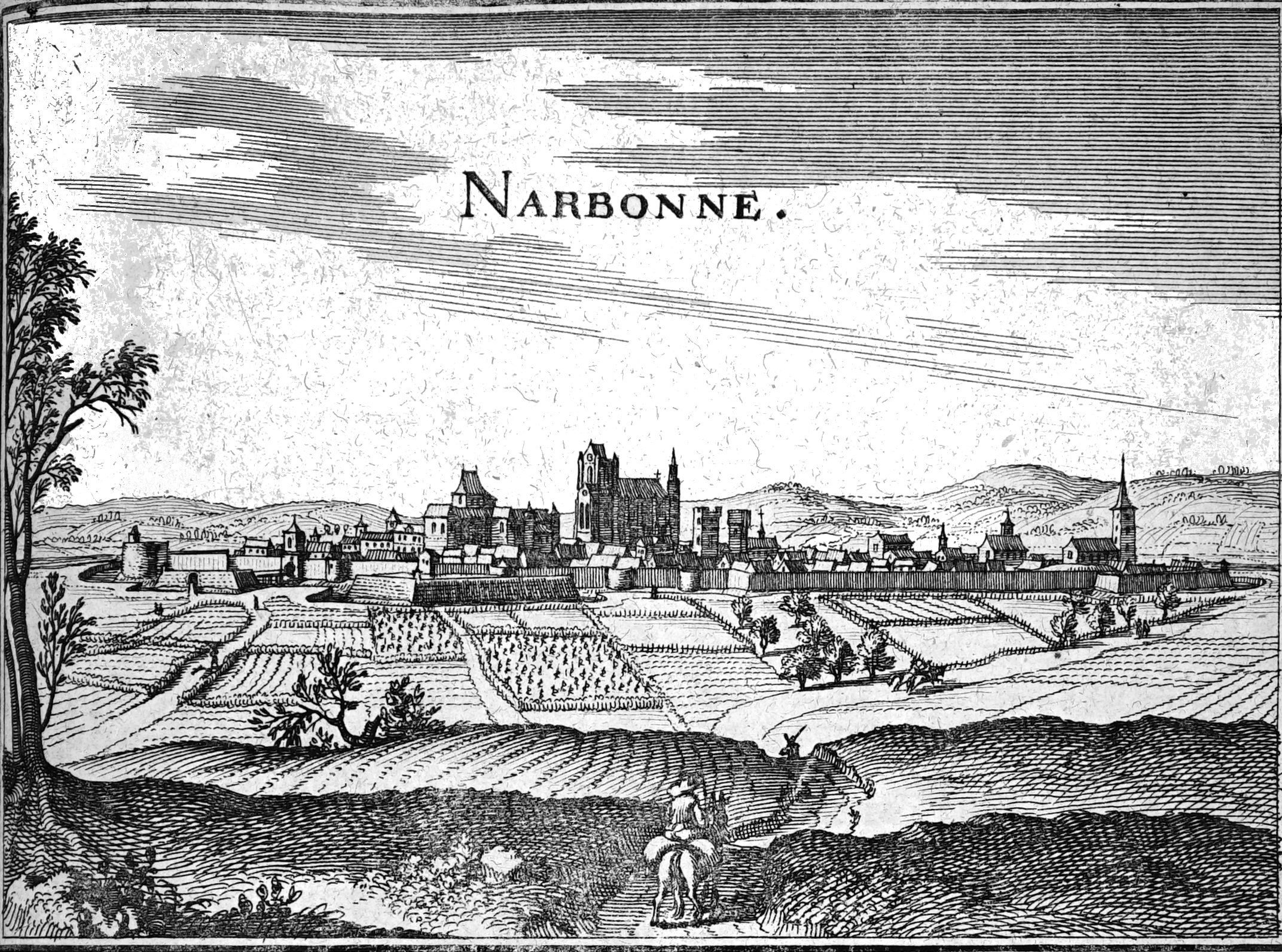
1657年的纳博讷

“纳博讷”一名出现于高卢-罗马时期，其形式为或，意为“靠近水源的地方”，可能来源于某种拉丁语的分支。
纳博讷的奥克语写法为，加泰罗尼亚语为，阿拉伯语写法为。

## 历史
纳博讷历史悠久，公元前118年，罗马人在此建立纳博马蒂尤斯，作为纳博讷高卢行省的首府，以此连接意大利和西班牙，并成为多米蒂安大道上的一站。公元前45年，尤利烏斯·凱撒在此建立第十埃克斯里斯軍團，而纳博讷城市也得到了快速的发展，出现了歌剧院、斗兽场等大批罗马建筑，附近则出现了葡萄酒种植园，全境人口数量达到3.5万，成为了地中海西部沿岸的第二大港口，仅次于奧斯提亞安提卡（罗马外港），斯特拉波在其著作中将纳博讷描述为“高卢内最重要的城市”。公元4世纪后，随着西罗马帝国的衰败，纳博讷城市开始萎缩，西哥特人于公元5世纪中期占领了纳博讷并建立塞普提曼尼亞，507年武耶战役后被法兰克人统治。公元8世纪，阿拉伯人占领了安达卢斯，并越过比利牛斯山占领纳博讷，将其更名为“阿尔比纳”（أربونة），其间，法兰克人曾试图夺回纳博讷并展开纳博讷战役，但未能获得成功，直达759年才被矮子丕平收复，后成为一个子爵。中世纪中期，纳博讷成为朗格多克的一部分，多次受到外敌入侵。丰弗鲁瓦德圣玛丽修道院和纳博讷主教座堂分别于公元11世纪和13世纪建成。14世纪，奥德河多次发生洪水，迫使其下游改道，不再经过纳博讷市中心，纳博讷由此衰落。位于维持纳博讷市区的交通，当地执政者主持开凿了罗比讷运河以确保贸易畅通。法国大革命后，纳博讷成为奥德省的一个副省会。工业革命期间，纳博讷成为了重要的铁路枢纽，附近出现了纳博讷煤气厂，同时葡萄酒种植也开始大规模推广。1871年3月24日—31日，建立了纳博讷区中央公社。1907年，因不满彼时法国政府的政策，纳博讷成为葡萄酒种植园主暴动的重要发生地之一。

## 地理

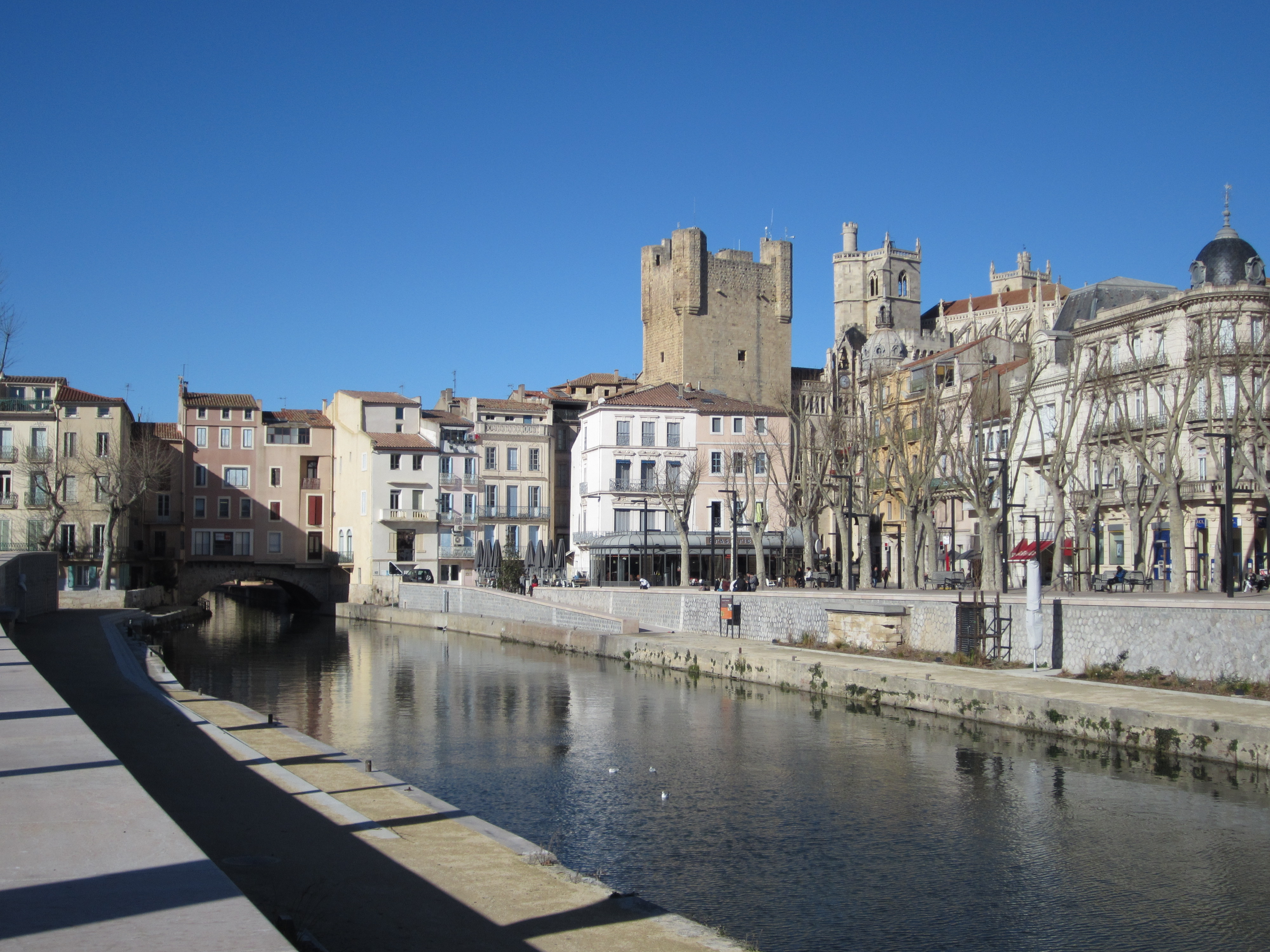
罗比讷运河

纳博讷位于法国南部，奥克西塔尼大区中南部和奥德省东部，距离省会卡尔卡松大约60公里。与纳博讷接壤的市镇包括：阿尔米桑、巴日、比扎内、库尔桑、屈克萨克多德、弗勒里、格吕桑、马尔科里尼昂、蒙特雷东代科尔比埃、穆桑、内维扬、拉努韦勒港、滨海佩里亚克、圣安德烈-德罗克隆格、维纳桑。

### 地形
纳博讷位于地中海附近的一处山区冲积区内，境内可分为多个地形区，其中市区及西部地势平坦，东侧靠近海岸线的区域为克拉普山脉，主要为丘陵，全境海拔在0到285米之间。

### 水文
纳博讷东侧直通地中海。奥德河自西向东流经市境北侧，该河独立入海；其故道则经过市区内，向南注入艾罗勒湖，现已被改造成为罗比讷运河河流经境内。另有韦雷溪流经市区南部。

### 植被
纳博讷属于亚热带常绿硬叶林区，森林覆盖率相对较低，抵抗运动殉难者花园（Jardin des Martyrs de La Resistance）是当地市区内的一处街心花园，常年免费向公众开放。

### 气候
纳博讷在柯本气候分类法中属于较为典型的地中海气候。
纳博讷境内设有气象站，以下为该气象站的数据（其中日照取自里沃萨尔特）：
| 纳博讷1981年－2019年 | 纳博讷1981年－2019年 | 纳博讷1981年－2019年 | 纳博讷1981年－2019年 | 纳博讷1981年－2019年 | 纳博讷1981年－2019年 | 纳博讷1981年－2019年 | 纳博讷1981年－2019年 | 纳博讷1981年－2019年 | 纳博讷1981年－2019年 | 纳博讷1981年－2019年 | 纳博讷1981年－2019年 | 纳博讷1981年－2019年 | 纳博讷1981年－2019年 |
| 月份                 | 1月                  | 2月                  | 3月                  | 4月                  | 5月                  | 6月                  | 7月                  | 8月                  | 9月                  | 10月                 | 11月                 | 12月                 | 全年                 |
| -------------------- | -------------------- | -------------------- | -------------------- | -------------------- | -------------------- | -------------------- | -------------------- | -------------------- | -------------------- | -------------------- | -------------------- | -------------------- | -------------------- |
| 历史最高温 °C（°F）  | 21.5 (70.7)          | 21.9 (71.4)          | 28.6 (83.5)          | 31 (88)              | 33.9 (93.0)          | 37.9 (100.2)         | 37.7 (99.9)          | 39.8 (103.6)         | 36.9 (98.4)          | 32.7 (90.9)          | 24.4 (75.9)          | 22.5 (72.5)          | 39.8 (103.6)         |
| 平均高温 °C（°F）    | 10.8 (51.4)          | 12.2 (54.0)          | 15.4 (59.7)          | 17.6 (63.7)          | 21.7 (71.1)          | 26.1 (79.0)          | 29.1 (84.4)          | 28.9 (84.0)          | 24.4 (75.9)          | 19.5 (67.1)          | 14.1 (57.4)          | 10.9 (51.6)          | 19.2 (66.6)          |
| 日均气温 °C（°F）    | 7.7 (45.9)           | 8.6 (47.5)           | 11.2 (52.2)          | 13.2 (55.8)          | 17.2 (63.0)          | 21.1 (70.0)          | 23.8 (74.8)          | 23.7 (74.7)          | 19.7 (67.5)          | 16 (61)              | 11 (52)              | 8 (46)               | 15.1 (59.2)          |
| 平均低温 °C（°F）    | 4.5 (40.1)           | 4.9 (40.8)           | 7.1 (44.8)           | 8.8 (47.8)           | 12.6 (54.7)          | 16 (61)              | 18.5 (65.3)          | 18.5 (65.3)          | 15.1 (59.2)          | 12.4 (54.3)          | 7.8 (46.0)           | 5 (41)               | 10.9 (51.6)          |
| 历史最低温 °C（°F）  | −4.7 (23.5)          | −8.1 (17.4)          | −5.2 (22.6)          | 1.5 (34.7)           | 2.2 (36.0)           | 8.7 (47.7)           | 11.2 (52.2)          | 11.8 (53.2)          | 7.8 (46.0)           | 2 (36)               | −3.9 (25.0)          | −6 (21)              | −8.1 (17.4)          |
| 平均降水量 mm（）    | 70.2 (2.76)          | 52.9 (2.08)          | 36.3 (1.43)          | 59.9 (2.36)          | 52.9 (2.08)          | 30.3 (1.19)          | 15.7 (0.62)          | 33.9 (1.33)          | 66.2 (2.61)          | 91.5 (3.60)          | 80.7 (3.18)          | 61.8 (2.43)          | 652.3 (25.68)        |
| 月均日照時數         | 141.2                | 160.8                | 209.6                | 218                  | 235.8                | 268.9                | 298.2                | 267.4                | 222.2                | 167.6                | 149.2                | 126.1                | 2,465                |
| 来源：infoclimat.fr  |                      |                      |                      |                      |                      |                      |                      |                      |                      |                      |                      |                      |                      |

## 行政区划
纳博讷是法国奥克西塔尼大区奥德省的一个市镇，编号为11262，它也是奥德省的一个副省会。纳博讷下辖纳博讷区，管理纳博讷第一县、第二县和第三县，同时也是大纳博讷城市圈公共社区的办公驻地。
法国国家统计与经济研究所（简称）在进行数据统计时，将纳博讷单独设为纳博讷城市核心区，并将包括核心区在内的周边共24个市镇划为纳博讷城市区。同时，还将纳博讷市镇分为了23个“块区”（IRIS），以便于统计人口分布情况。

## 交通

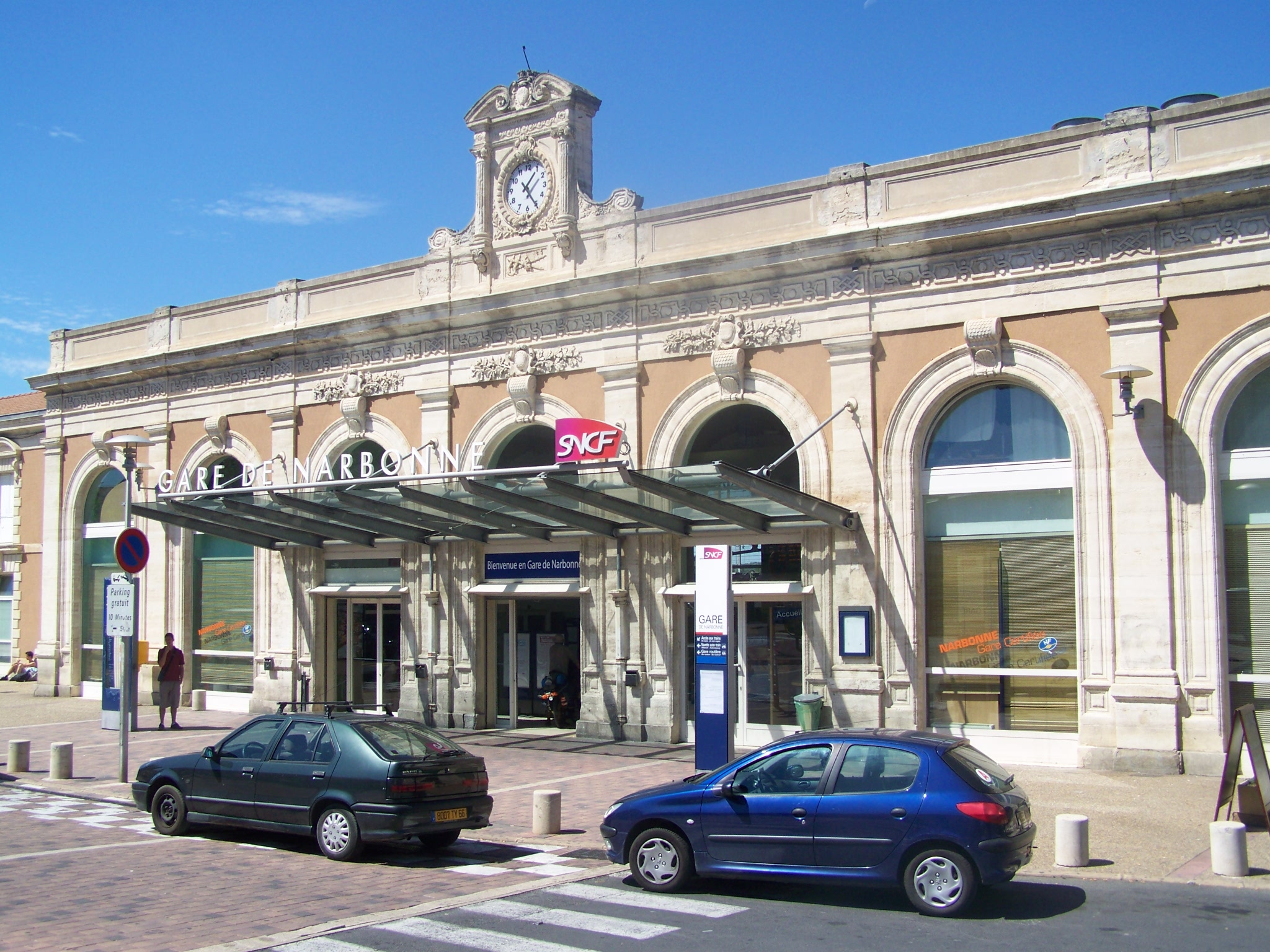
纳博讷火车站

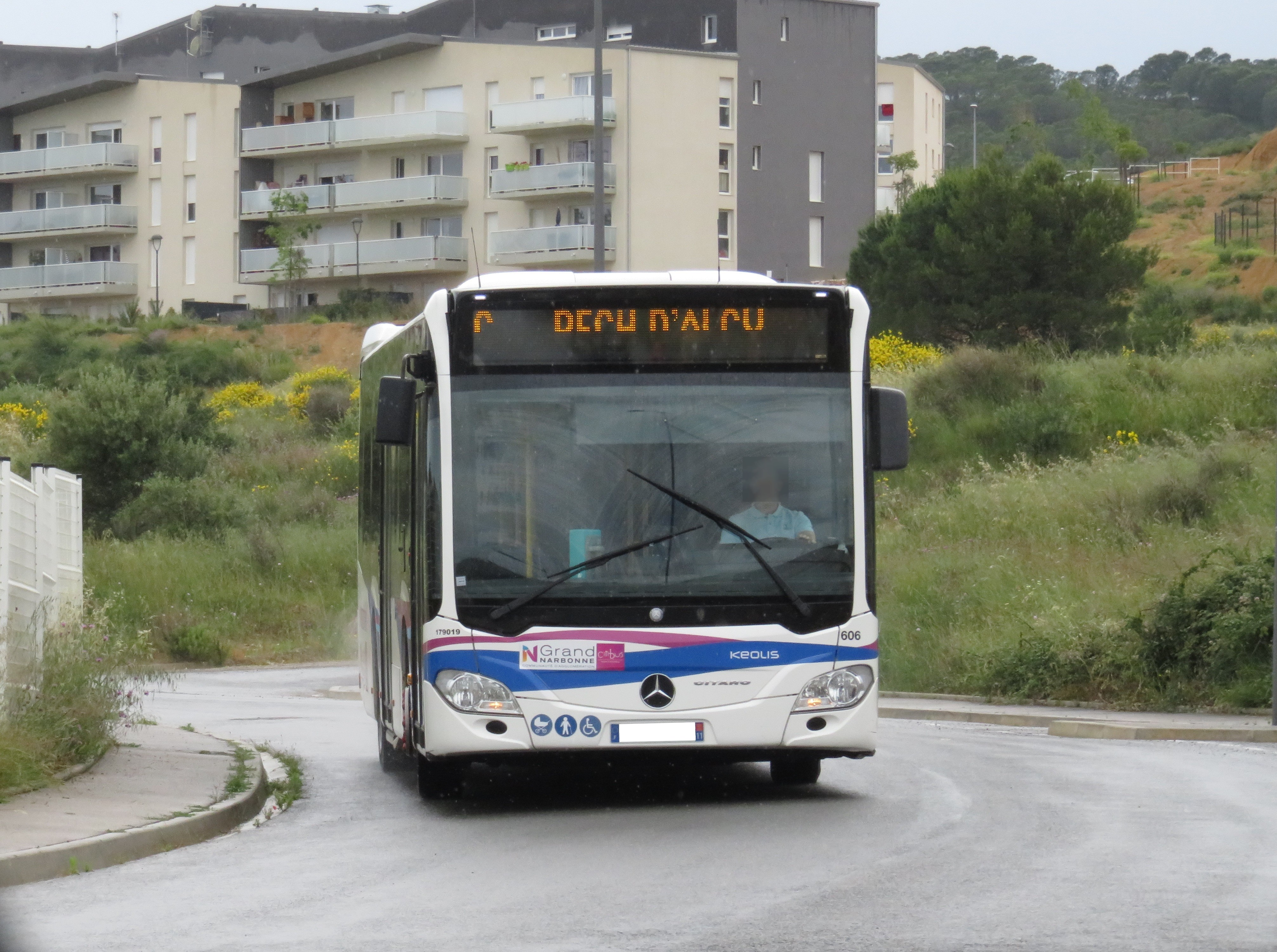
一辆纳博讷公交

### 公路
法国A9高速公路和A61高速公路在纳博讷附近交汇，并通过多个出入口连接市区；此外多条奥德省省道经过纳博讷境内，市区周边建有纳博讷环城公路可分导过境车流。
奥克西塔尼综合线路网开通前往省会纳博讷的城际线路，停靠沿途所有市镇；另有前往佩皮约、穆图梅、帕济奥勒和图尔尼桑四个方向的市际班车。此外，多个国际性的汽车公司提供途径纳博讷的长途客运线路，可直达或通过联程中转前往法国及西欧各主要城市。
2016年，59.4%的纳博讷家庭拥有至少一辆的私人汽车。同年，纳博讷境内共发生各类交通事故78起，造成3人遇难，91人受伤。

### 铁路
纳博讷位于波尔多－塞特铁路和纳博讷－波尔沃铁路的交汇处，是法国南部重要的铁路枢纽。纳博讷站位于市区中部，老城区以西，该站停靠多个方向的列车：
- 巴黎—纳博讷—佩皮尼昂—巴塞罗那：高速列车，每天往返4班
- 图卢兹—纳博讷—里昂：高速列车，每天往返3班
- 巴黎—纳博讷—波尔沃：夜班城际列车，每天往返1班，仅夏季部分时段开行
- 波尔多—纳博讷—马赛：城际列车，每天往返3班
- 图卢兹/卡尔卡松—纳博讷，区域列车，每天往返超过10班，部分班次延伸至佩皮尼昂
- 马赛/阿维尼翁/尼姆—纳博讷—佩皮尼昂，区域列车，每天往返超过10班，部分班次延伸至波尔沃
- 纳博讷—塞贝尔/波尔沃，区域列车，每天往返超过10班

### 航空
纳博讷境内设有纳博讷-维纳桑飞行场，未开行常规航线；距离纳博讷最近的民用航空站位于卡尔卡松，距离纳博讷市中心约63公里。

### 城市公共交通
纳博讷城市公共交通（商业名称为）是当地的城市公共交通系统，由凯奥雷斯负责运营，截至2020年6月，该系统共有22条公交线路，路网覆盖了市区内的主要街区。

## 政治

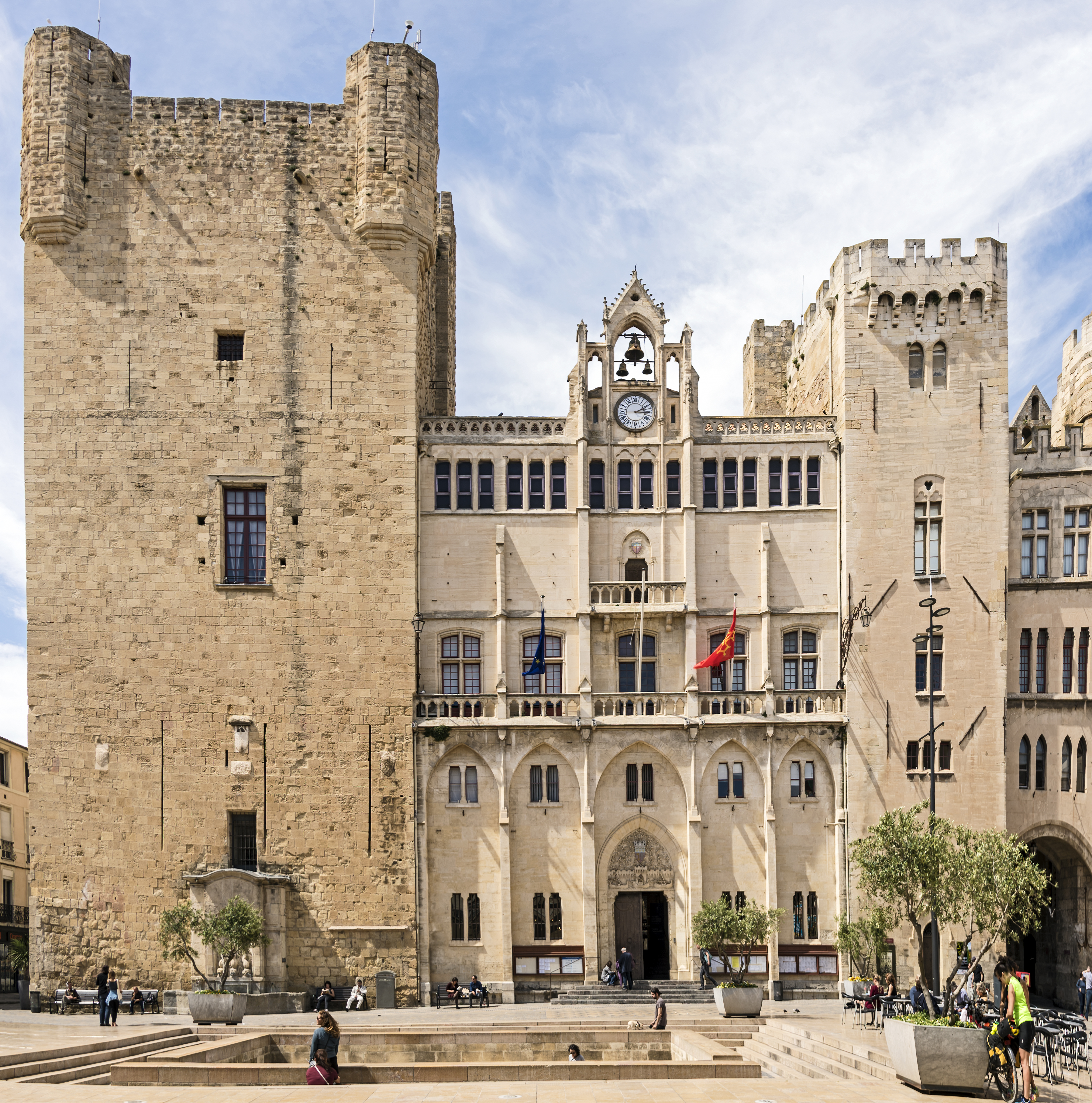
纳博讷市政厅

纳博讷的现任市长为迪迪埃·穆利先生（Didier Mouly），他是一名右翼无党派人士，在2014年的市政选举中获得了45.2%的支持率，在2020年的市政选举中则获得43.57%的支持率。
在2017年的法国总统大选中，法国第25任总统埃马纽埃尔·马克龙在纳博讷获得了58.3%的支持率。
| 纳博讷历届市长 |                   |                      |
| 任期           | 市长              | 党派                 |
| 1944年－1947年 | 马里于斯·拉克鲁瓦 | SFIO工人国际法国支部 |
| 1947年－1948年 | 埃米尔·鲁         | SFIO工人国际法国支部 |
| 1948年－1958年 | 路易·马多勒       | SFIO工人国际法国支部 |
| 1958年－1959年 | 保罗·让           | SFIO工人国际法国支部 |
| 1959年－1971年 | 弗朗西斯·瓦尔斯   | SFIO工人国际法国支部 |
| 1971年－1999年 | 于贝尔·穆利       | DVD右翼无党派人士    |
| 1999年－2008年 | 米歇尔·穆瓦尼耶   | DVD右翼无党派人士    |
| 2008年－2014年 | 雅克·巴斯库       | PS社会党             |
| 2014年－       | 迪迪埃·穆利       | DVD右翼无党派人士    |

## 人口
2017年，纳博讷市镇人口数量为54,700，在法国排名第109位。其中男性24,879人，女性28,715人，75岁及以上人口占10.7%，外籍人口数量为3,091人，人口密度为316人/平方公里，当地居民被称为（男性）或（女性）。2018年，纳博讷境内出生562人，死亡人口656人。
| 年份   | 1936   | 1946   | 1954   | 1962   | 1968   | 1975   | 1982   | 1990   | 1999   | 2006   | 2011   | 2016   | 2017   |
| ------ | ------ | ------ | ------ | ------ | ------ | ------ | ------ | ------ | ------ | ------ | ------ | ------ | ------ |
| 人口數 | 30,047 | 29,975 | 32,060 | 33,891 | 38,441 | 39,342 | 41,565 | 45,849 | 46,510 | 50,776 | 51,546 | 53,594 | 54,700 |

## 经济

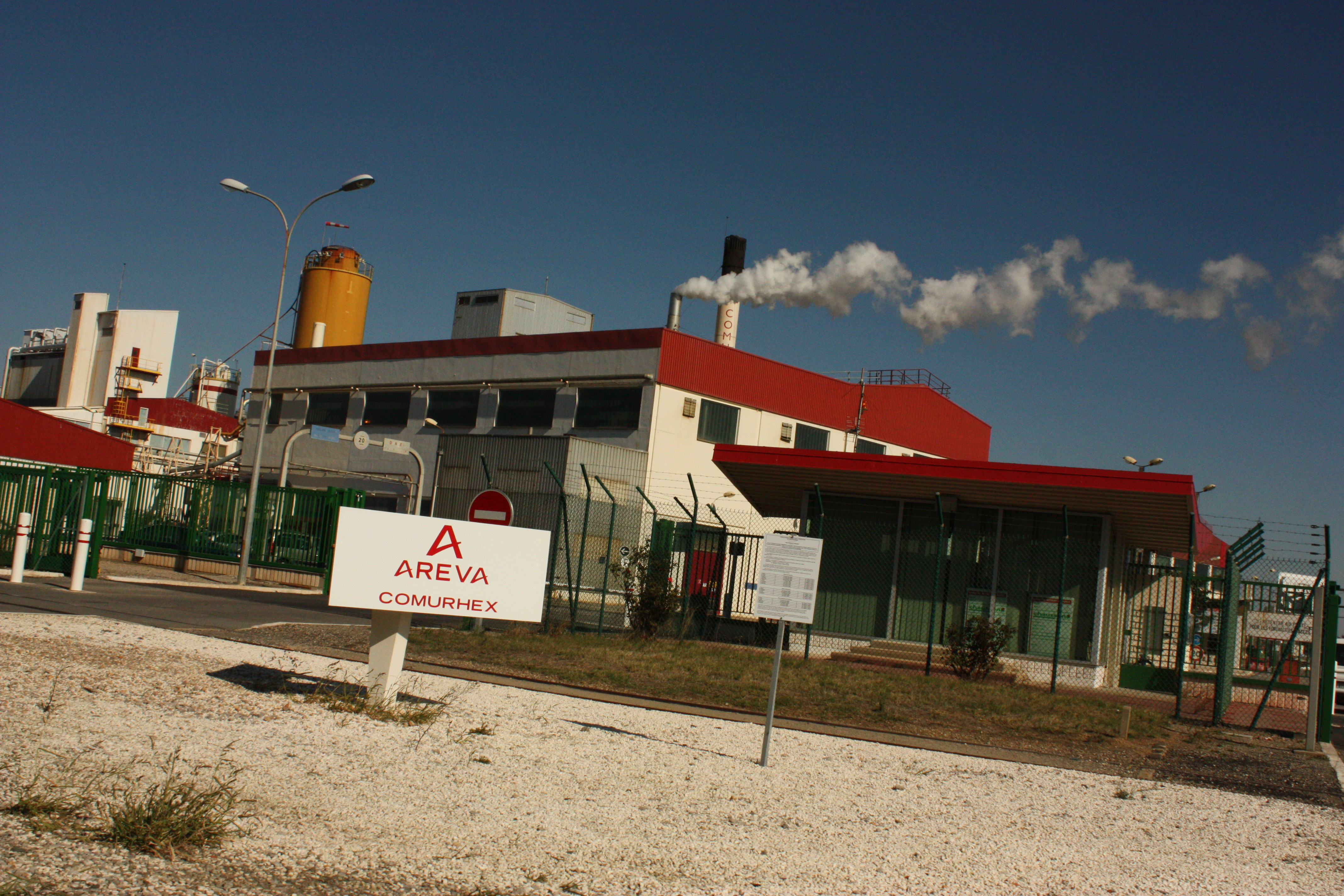
马尔维西铀处理厂

纳博讷是一个区域性的中心城市，纳博讷-莱济尼昂-拉努韦勒港工商会的驻地，当地共有各类用人单位10,963家，平均历史为15年，其中马尔维西铀处理厂是当地的代表性工业部门，行政、医疗、化工生产、机械制造及社会服务是当地的主要就业岗位类型。

## 财政收入
2018年，纳博讷的财政收入总额为78,026,600欧元，财政支出总额为71,413,300欧元，当年的债务总额为52,776,600欧元。
2015年，纳博讷的人均收入总额为2,487欧元，其中高职人员为3,889欧元，普通职员为1,760欧元。
2017年，纳博讷境内的青壮年（15至64岁）失业率为21.5%，当地33.7%的家庭拥有纳税资格。

## 社会事务

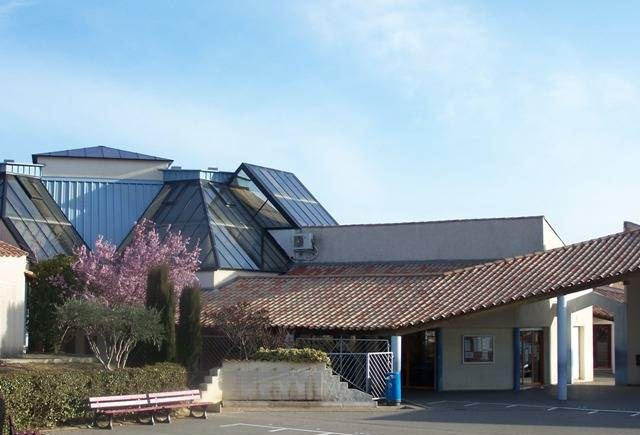
纳博讷的一处初级中学

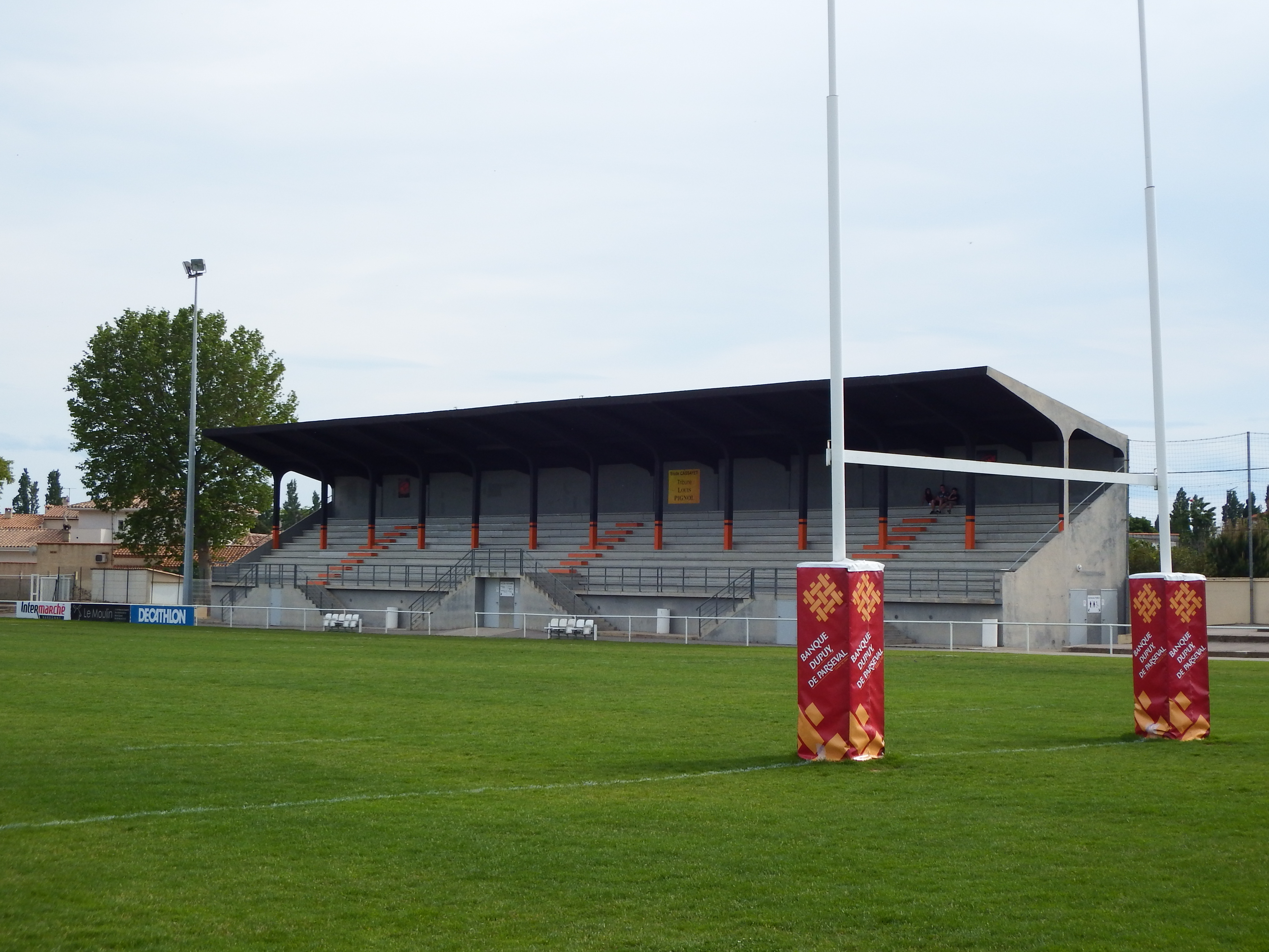
卡萨耶球场

### 教育
纳博讷属于蒙彼利埃学区。截止2018年1月1日，纳博讷境内共有16所幼儿园、20所小学、7所初级中学、3所普通高中、1所农业高中和4所职业高中。2018至2019学年度，纳博讷境内共有在校中小学生7,210名。
在高等教育方面，佩皮尼昂大学在纳博讷设有一个校区，其下属的法律系等部分专业及一个应用技术学院在此授课。

### 医疗
截止2018年1月1日，纳博讷境内共有全科医生66名、保健师120名、牙医49名、护士149名、耳科医生4名、眼科医生13名、皮肤科医生4名、助产士8名、儿科医生5名和妇科医生7名。境内共有药房25家，养老院6家，残疾人帮扶中心10家。
纳博讷中心医院（Centre Hospitalier de Narbonne）位于纳博讷市区，是法国的一个区域性医疗机构，其主病区设有床位646个，是当地规模最大的公立综合性医院。

### 住房
2017年，纳博讷境内共有各类住房36,842套，其中41.8%为独立式居民区，57.7%为集中式居民区。常住房屋占纳博讷市镇范围内居民建筑总量的74.5%。

### 商业
2018年，纳博讷境内共有各类实体商铺2,027家，其中餐厅343家、大型超市30家、杂货店46家、面包房60家、肉铺35家、书店24家、装饰品店10家、银行门店32家、美容美发店119家、汽车维修店99家。市区南部建有大型开放式商业街区。

### 体育
2019年，纳博讷境内共有3家游泳池、10间体育馆、3座综合体育场、26处网球场、2处马术场、6处足球或橄榄球场、8处篮球或排球场以及1处高尔夫球场。
纳博讷因橄榄球而闻名。纳博讷橄榄球俱乐部成立于1907年，获得过一次欧洲橄榄球锦标赛的亚军和两次法国橄榄球甲级联赛的总冠军（1936年、1979年），2020至2021赛季参加法国橄榄球丙级联赛，其主场为卡萨耶球场。
纳博讷足球联合俱乐部（FU Narbonne）是当地的一支足球队，2020至2021赛季参加区域性的足球联赛。

### 环境
纳博讷的环境事务由其所属的公共社区负责。2017年，纳博讷境内共有5家污染企业。

### 治安
2018年，纳博讷市镇范围内共有1处派出所和1处宪兵队。
2014年，纳博讷及附近地区共发生各类案件3,988起，其中盗窃类案件2,587起，经济类案件281起，毒品交易类案件195起。

### 媒体
法国主要的媒体均可在纳博讷接收，法国电视三台下属的奥克西塔尼大区频道在部分时段播出纳博讷所属区域的地方新闻。

## 文化

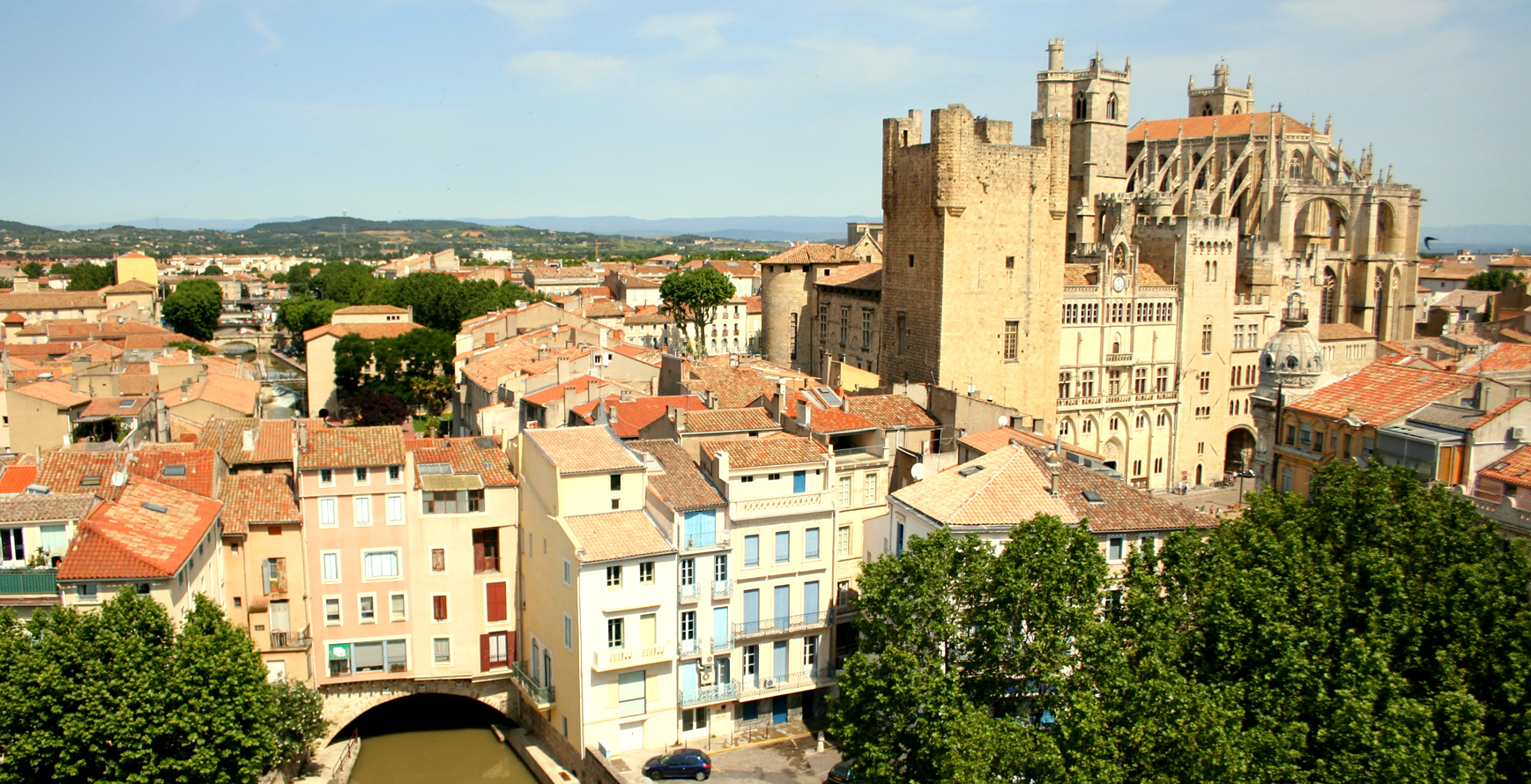
纳博讷老城建筑

2018年，纳博讷境内共有2个剧场、2个电影院、2个博物馆和1个音乐厅。纳博讷市政府提供多媒体中心，向公众全年开放。

### 建筑
纳博讷境内有多处法国国家文物保护单位，其中纳博讷主教座堂、商人桥等为当地的代表性建筑物。

### 旅游
纳博讷是法国南部重要的旅游城市，因其境内的历史建筑和附近的海滩而闻名。2020年，纳博讷境内共有23个宾馆共计938间房间，另有6个露营地，可容纳共1,841辆露营车。

### 宗教
纳博讷中世纪时成为一个天主教教区，1801年与卡尔卡松教区合并，天主教卡爾卡松教區的全名为“天主教卡尔卡松-纳博讷教区”（Diocèse de Carcassonne et Narbonne）。
卡尔卡松也是重要的穆斯林活动区，境内共有两处清真寺，其中卡尔卡松大清真寺（الجامع الكبير أربونة）是当地规模最大的伊斯兰宗教场所。

### 葡萄酒
纳博讷属于法国朗格多克葡萄酒产区当中的科比耶尔葡萄酒产区，是法国国家地理标志保护产品。

## 相关人物
法国歌手夏尔·特雷内和橄榄球运动员迪米特里·萨尔泽夫斯基出生于纳博讷。

## 友好城市
截至2020年6月，纳博讷共与4座城市互为友好城市关系：
- 德国 上巴伐利亚地区魏尔海姆
- 義大利 格罗塞托
- 英格兰 索爾福德
- 義大利 奥斯塔